# Ферруччо Ламборгіні
Ферруччо Еліо Артуро Ламборґіні (італ. Ferruccio Elio Arturo Lamborghini; 28 квітня 1916, Ченто, Феррара, Італія — 20 лютого 1993, Перуджа, Італія) — італійський промисловець та підприємець.

## Біографія
Ферруччо Ламборґіні народився 28 квітня 1916 року в невеликому селищі Ренаццо, неподалік від Ченто (провінції Феррара). Його батьки, Антоніо та Евеліна Ламборґіні, займалися землеробством. Ферруччо з дитинства цікавився технікою, і батьки, підтримали захоплення сина, в одному з сараїв ферми створили невелику майстерню, в якій Ферруччо відливав деталі, необхідні для техніки на фермі, а також для конструювання різних власних механізмів. Одного разу під час відливання однієї з деталей, в цеху стався невеликий вибух, який мало не призвів до пожежі на всій фермі.

### Після Другої світової війни
По завершенні війни Ферруччо повернувся в рідне село, де зайнявся переробкою військової техніки для потреб сільського господарства. Досягнувши успіху в цій справі, він заснував компанію Lamborghini Trattori S.p.A. і вже в 1949 році випустив трактор власної конструкції.
У 1960 році Ламборгіні заснував свою другу компанію Lamborghini Bruciatori з виробництва промислового охолоджувального обладнання.
Обидва підприємства Ламборгіні виявилися вельми успішними та зробили значний внесок у розвиток зруйнованої війною економіки Італії.

### Заснування Automobili Lamborghini S.p.A.
Багатий власник фірми Lamborghini Trattori S.p.A. з виробництва тракторів, Ферруччо Ламборгіні був любителем спортивних автомобілів, зокрема, Феррарі. Він звернув увагу, що зчеплення у автомобілів Феррарі було подібним до того, що Ферруччо використовував в своїх тракторах, але відрізнялося низькою надійністю. Саме тому він звернувся з критикою до Енцо Феррарі. Ферруччо був шокований заявою Енцо, що виробник тракторів не має права критикувати автомобілі Феррарі. Ображений, він загорівся ідеєю «створити кращий Феррарі, ніж у Феррарі».
З цією метою в 1963 році він заснував свою фабрику Automobili Ferruccio Lamborghini S.p.A. неподалік від фабрики Феррарі в комуні Сант'Агата-Болоньєзе і запросив для роботи колишніх інженерів Феррарі — Джана Паоло Даллару та Боба Волеса.

### Ставлення до перегонів
Для виробника спортивних автомобілів у Ферруччо було вельми оригінальне ставлення до автомобільних змагань. У той час як інші автовиробники щосили намагалися показати під час перегонів швидкість, керованість і технічну досконалість своїх авто, Ферруччо Ламборгіні дав ясно зрозуміти, що його компанія не буде ні брати участь в змаганнях, ні підтримувати будь-яку з команд. Така політика була діаметрально протилежною що проводилася компанією Феррарі: серійні автомобілі вироблялися для отримання фінансів, необхідних для участі в перегонах.
Таке ставлення часом викликало тертя між Ферруччо і його інженерами, колишніми працівниками Феррарі, які були любителями гонок. Кілька інженерів у вільний час почали проєктувати автомобіль із середнім розташуванням двигуна для участі в змаганнях. Сам Ферруччо побачив цей проєкт вже на стадії прототипу. Він дозволив продовжити проєкт, але жодної перегонової версії автомобіля не було зроблено. Пізніше цей проєкт ліг в основу Lamborghini Miura.

## Кінець бізнесу
У 1972 році Ламборгіні витратив значні суми на розширення тракторного виробництва задля поставок за контрактом в Південну Америку. Контракт було розірвано, і фінансові труднощі змусили Ферруччо продати частину своєї тракторної компанії.
У тому ж 1972 році, Жорж-Анрі Росетті став партнером Ламборгіні у його автомобільному бізнесі. Через рік Ферруччо продав свою частку Automobili Lamborghini S.p.A. Рене Леймеру.

## Після виходу з автомобільного бізнесу
У 1974 році Ламборгіні купив колись вподобані 740 акрів землі разом з нерухомістю під назвою La Fiorita, на березі озера Тразімено, в Кастільйоне-дель-Лаго, Умбрія. Спочатку він приїжджав туди, щоб розслабитися та сходити на полювання, але незабаром він береться за справи. Він починає вирощувати виноград, з якого робить вино, що згодом отримує визнання та здобуває нагороди. Він багато подорожує й у мандрівках замислює побудувати поля для гольфу, які він згодом таки будує у себе на землі. Також він робить автомобілі для гольфу. Окрім цього він виготовив автомобіль для Папи Римського Івана Павла II.
Ферруччо пішов лише з автомобільного бізнесу, а компанії Lamborghini Calor та Lamborghini Oleodinamica залишилися в його руках.
За деякими відомостями Ферруччо в 1974 році, тобто у віці 58 років, одружився втретє, але інші джерела говорять, що одруження не було і дочка Патриція народилася від другої дружини Анніти.
Ферруччо Ламборгіні помер 20 лютого 1993 року внаслідок серцевого нападу. Тіло його було поховано на кладовищі монастиря Чертоза ді Болонья в фамільному склепі.

## Образ в культурі
У травні 2017 року стало відомо, що іспанський актор Антоніо Бандерас зіграє роль легендарного італійського автопромисловця Ферруччо Ламборгіні в біографічній драмі «Ламборгіні: Легенда». Але зрештою роль у фільмі Ламборґіні: Людина-легенда виконав Френк Ґрілло. Фільм вийшов у прокат у 2022 році.